# Allium marathasicum
Allium marathasicum är en amaryllisväxtart som beskrevs av Brullo, Pavone och Cristina Salmeri. Allium marathasicum ingår i släktet lökar, och familjen amaryllisväxter.
Artens utbredningsområde är Cypern. Inga underarter finns listade i Catalogue of Life.